# 达尔科·米利契奇
达尔科·米利契奇（1985年6月20日—），生于塞尔维亚伏伊伏丁那诺威萨，塞尔维亚职业篮球运动员。

## NBA生涯
米里西奇是在2003年NBA选秀中第一轮第二顺位被底特律活塞隊选中，在他的前前2个半赛季中在活塞队阵中打球，得到场均5.8分钟的出场时间和1.6分。在2005-06赛季中他代表奧蘭多魔術隊出场，得到场均20.9分钟的出场时间得到7.6分和4.1个篮板并且还有着2.07个火鍋。

### 曼菲斯灰熊隊
2007年7月12日，成為自由球員第一天的米里西奇就和孟菲斯灰熊隊簽約了一份3年2100萬的合約。

### 纽约尼克斯
2009年6月25日，米利西奇被交易到纽约尼克斯。

## 国际赛事
在2006年，达科·米里西奇在2006年世界男子篮球锦标赛中得到了重建中的塞尔维亚国家队全队最高篮板数，在球队取得2002年世锦赛金牌后，球队决定引进更多的新鲜血液也不再招募一些年老的超级球星。米里西奇在赛事的六场比赛中得到了56个篮板和17次封盖并且得到全队第二高的场均16.2的得分和11次助攻。在塞黑队第六场也是最后一场比赛和西班牙国家男子篮球队的比赛中中，米里西奇对位NBA全明星球员保罗·加索尔，得到了令人尊敬的18分, 15个篮板和3个火鍋。
2007年欧洲篮球锦标赛中球队67-68在家门口加时输给了希腊国家男子篮球队，赛后米里西奇在接受塞尔维亚媒体采访时用极其恶劣的语言辱骂了当值的三名裁判和他们的家庭。 他的出言不逊受到了孟菲斯灰熊队总经理克里斯·华莱士和主教练马克·雅法罗尼的强烈批评，国际篮协也对米里西奇处以13770美元的罚款。

## 个人生活
米里西奇表示在自己结束NBA生涯后将完成他的祖国塞尔维亚的兵役责任。身為星光滿滿的03梯榜眼，米里西奇在NBA生涯中從沒打出像樣的表現。根據在2016年的訪問所言，他當初因為覺得自己是民族英雄而小看了NBA，在訓練前總是喝的大醉，且到處挑釁惹事。然而這跟選入他的活塞隊當時已經是一隻陣容完整的球隊有很大的關係，米里西奇的新人年只有在必勝場的垃圾時間才會上場，為此還得到一個"勝利雪茄"的蔑稱。(意旨活塞球迷看到他上場就已經確定比賽勝利，可以抽雪茄慶祝了。)
對此，米里西奇認為他沒有得到應有的對待，導致了他整個NBA人生的不順。
米里西奇在NBA生涯裡最好的成績也僅只有場均8分5籃板左右。
从篮球和拳击生涯退役之后，米利西奇目前是一名农场主。他回到了祖国塞尔维亚，在诺维萨德买下了一大片土地。如今他管理着一个超大型的农场，目前主要在种植水果，他的水果销往中东和塞尔维亚国内等诸多地方。目前他的整个农场都种满了苹果，他说未来将要引进樱桃来进行种植，他认为樱桃会有很大的市场空间。说起他的农场未来的蓝图米利西奇眼神发亮，整个人看起来都充满了斗志。
“我生活在各种各样的水果中，”米利西奇说，“现在我的果园里，有樱桃、苹果和李子。”说起这些水果，米利西奇的眼中绽放着光芒，那是他在篮球场上从来没有感受到的快乐。就连球员们眼中视如珍宝的总冠军戒指，在他看来，也不是什么值得珍惜的稀罕物。在森林狼效力期间，米利西奇就把他的那枚戒指拍卖掉了，他把卖戒指得来的所有钱捐给了当地的一家罕见病研究机构，做了慈善。
站上世界之巅，在球场上争夺最高荣誉，这是一种生活；回到祖国家乡，在农田里享受瓜果飘香，这又是另一种生活。生活并没有所谓的成败，只在于个人的选择，米利西奇的选择让他得到了真正的快乐，这就足够了。